# Панов, Алексей Васильевич
Алексей Васильевич Панов (1903, Москва — 20 декабря 1966) — советский инженер-энергетик, специалист по технике высоких напряжений. Лауреат Ленинской премии.

## Биография
Родился в Москве в семье служащего. Окончил МЭИ (1930).
С 1931 года работал во Всесоюзном электротехническом институте (ВЭИ). С 1944 года возглавлял лабораторию изоляции аппаратов и трансформаторов.
Кандидат технических наук, старший научный сотрудник (1938).
А. В. Панов скончался 20 декабря 1966 года. Похоронен на Введенском кладбище (1 уч.).

## Научная деятельность
Алексей Васильевич Панов внёс значительный вклад в создание конструкции силовых трансформаторов на 400 кВ для первой ЛЭП 400 кВ, что послужило основой для разработки трансформаторного оборудования класса 500 кВ, впервые применённого в СССР, участвовал в создании национальных нормативов на уровни изоляции электрооборудования высокого напряжения. Он предложил метод координации изоляции, является автором стандартов на нормы и методы испытания трансформаторов, аппаратов и изоляторов, сыграл ведущую роль в выработке рациональных требований к электрической прочности изоляции классов 400—500 кВ, в создании электрооборудования, прежде всего трансформаторного, на напряжение 750 кВ переменного тока для опытно-промышленной ЛЭП Конаково—Москва.

## Награды и премии
- орден Трудового Красного Знамени
- орден «Знак Почёта» (16.05.1947)
- медали
- Ленинская премия (1962) — за участие в создании комплекса высоковольтного оборудования.